# Zlatnovršni manastir sv. Mihovila
Zlatnovršni manastir sv. Mihovila (ukr. Михайлівський золотоверхий монастир), djelatni manastir u Kijevu, glavnom gradu Ukrajine. Sagrađen je između 1108. i 1113. godine, za vrijeme kijevskog kneza Jaroslava Mudrog. Katedrala je obnovljena u 17. stoljeću i danas pripada Ukrajinskoj pravoslavnoj crkvi KP-a.

## Vanjske poveznice
- stranice manastira (ukr.)
- The Monastery Of St. Michael Of The Golden Domes (engl.)